# Die goldene Gans (2013)
Die goldene Gans ist ein deutscher Märchenfilm von Carsten Fiebeler aus dem Jahr 2013. Die Verfilmung des gleichnamigen Märchens der Brüder Grimm wurde vom ZDF innerhalb seiner Reihe Märchenperlen produziert. Die Hauptrollen sind mit Jeremy Mockridge und Jella Haase sowie Ulrike Krumbiegel und Ingo Naujoks besetzt.

## Handlung
In einer Dorfschreinerei leben drei Brüder. Die beiden älteren Peter und Paul behandeln ihren jüngeren Bruder Till als den Dummen und Ungeschickten, obwohl er das gar nicht ist. Sie nennen ihn den Dummling. Er ist verträumt, teils von kindlicher Unbefangenheit und kann sogar die Sprache der Tiere verstehen, da er das Herz, im Gegensatz zu seinen Brüdern, auf dem rechten Fleck hat.
Im nahe gelegenen Schloss soll Prinzessin Luise um jeden Preis verheiratet werden. Ihre Tante Edeltraud drängt darauf, da sie die Anwesenheit ihrer Nichte im Schloss als störend empfindet auch unter dem Gesichtspunkt, dass die diktatorische Frau ihren Bruder, den König, ungestört weiter in die von ihr gewollte Richtung lenken möchte. Dieser ist seit dem Tod seiner Gattin, der Mutter von Luise, der Melancholie verfallen. Auch Luise vermisst ihre Mutter sehr. Auf einer Fahrt mit der königlichen Kutsche durch das Dorf kann auch Till einen Blick auf die Prinzessin werfen. Er bemerkt sofort, dass es ihr unmöglich ist, zu lächeln, weil sie eine tiefe Traurigkeit in sich trägt. Ihr Liebreiz berührt ihn.
Tills Brüder indes gehen zusammen in den Wald zum Holzhacken und begegnen einem mysteriösen Bettler. Da sie in ihrem Auftreten sehr unfreundlich sind und dem Bettler von ihrer Wegzehrung nichts abgeben, sorgt er dafür, dass ihre Axt vom Stamm abrutscht und einen Ast trifft. Dieser fällt auf sie drauf, sodass sie sich leicht verletzen. Einige Zeit später begibt sich auch der verspottete Till in den Wald, um Holz zu hacken. Seine Wegzehrung ist schlechter als die der Brüder, denn er bekommt nur Aschekuchen und Wasser, trotzdem teilt er sein Essen bereitwillig mit dem armen Mann. Wie durch ein Wunder wird aus dem Wasser plötzlich Wein und der Aschekuchen verwandelt sich, dank des Bettlers, in Eierkuchen. Zur Belohnung für seine Hilfsbereitschaft und Gutmütigkeit will das alte Männlein Till auch etwas schenken. Er zeigt dem Jungen einen alten Baum und als Till ihn mit nur einem Axtschlag zu Fall bringt, findet er unter der Wurzel eine Gans aus Gold. Diese will er der traurigen Prinzessin schenken, was ihm die Gans geraten hat. Die Leute, denen er auf seinem Weg zum Schloss begegnet, schauen interessiert auf das goldene Federvieh. Arglos wie Till ist, hat er nicht mit der Habgier seiner Mitmenschen gerechnet. Jeder will wenigstens einige goldene Federn ergattern. Doch jeder, der sich der Gans nähert, klebt an dem vor ihm Gehenden fest. So bildet sich eine interessante Menschenschlange: die beiden Wirtstöchter, der Pfarrer, der arrogante Prinz Amandus, der Prinzessin Luise heiraten sollte, aber bei seinem Rückweg vom Schloss unter die Räuber geriet, sowie die zwei Räuber selbst, die sich vergeblich bemühen, die Goldene Gans von der Menschenkette abzutrennen.
Nachdem die Anbahnung einer Heirat mit Prinz Amandus gescheitert ist, heckt Prinzessin Edeltraud einen neuen Plan aus. Luise soll mit dem Erstbesten verheiratet werden, der sie zum Lächeln bringt, egal welcher Herkunft er sei. So bemüht sich nun die halbe Bevölkerung des Landes die Prinzessin zum Lachen zu bringen, was jedoch keinem gelingt.
Am Ende kommt Till mit seiner lustigen Menschenkette und der Goldenen Gans zum Schloss. Sogleich bleiben noch weitere Schlossbesucher an dem Zug hängen, der daraufhin noch länger wird. Nachdem die gierige Tante unbedingt die Goldene Gans für sich haben will und sich nur mühsam durch die verketteten Menschen drängen kann, stürzt sie am Ende, was die Prinzessin und alle anderen in schallendes Gelächter ausbrechen lässt.
Der König ist zufrieden und weist seine gierige Schwester in die Schranken. Er gibt seine Tochter und das halbe Königreich an Till. Die Gans lässt nun ihre „Gefangenen“ wieder frei und alle bejubeln das junge Paar.
Die Räuber enden im Kerker und der Prinz wird eventuell mit der Wirtstochter entschädigt, die Gans watschelt am lachenden Bettler vorbei und beide verlassen den Schlosshof.

## Hintergrund
Die goldene Gans ist eine Koproduktion von ZDF und der Erfurter Kinderfilm GmbH. Gedreht wurde in Thüringen auf Schloss Burgk, im Kloster Veßra im Kreis Hildburghausen und Tambach-Dietharz im Kreis Gotha.
Die Filmgans Agata von der Filmtierschule Telligmann war bereits 2012 in Die Vermessung der Welt und 2013 in Der Medicus zu sehen.
Seine Fernsehpremiere hatte der Film am 19. Dezember 2013 auf ZDFneo. Eine Wiederholung erfolgte am 24. Dezember 2013 im ZDF.

## Abweichungen zur Literaturvorlage
Die Besonderheit dieser Verfilmung ist die Einbindung des Bettlers als Rahmenfigur. Er erscheint am Filmanfang, bringt in der Mitte des Films den bewusstlosen Till wieder auf den rechten Weg und erscheint mit der Gans am Ende. Des Weiteren besteht die Kette der Personen, die an der „Goldenen Gans“ kleben bleiben, aus den beiden Wirtstöchtern, dem Pfarrer, dem Prinzen und den beiden Räubern, während in der Grimmschen Fassung neben den Wirtstöchtern, der Pfarrer, ein Küster und zwei Bauern an der Gans klebenbleiben. Bereits am Anfang erfährt man, dass die Prinzessin nicht von ihrem Vater verheiratet werden soll, sondern von ihrer Tante.
Die drei Prüfungen (u. a. einen Weinkeller austrinken) werden von der Königin nur aufgesagt, der Dummling braucht sie jedoch nicht zu bestehen.
Als Nebenhandlung sind zwei Räuber eingefügt. Ein Running Gag sind die Räuberregeln, die der Räubervater seinen leicht vertrottelten Sohn abfragt:
Räuberregel Nr. 1: Das Grobe nur, wenn es nötig ist.
Räuberregel Nr. 2: Räuber sein bedeutet warten.
Räuberregel Nr. 4: Einen Prinzen überfalle erst, wenn er seine Mitgift erhalten hat; auf dem Rückweg!
Räuberregel Nr. 5: Kleine Kniffe erleichtern das Räuberleben ungemein.
Räuberregel Nr. 7: Kopf ab – nur wenn es nicht anders geht.
Räuberregel Nr. 9: Schneide Flüchtenden den Weg ab, dann kommst du nicht ins Schwitzen!
Räuberregel Nr. 17: Fliehe, solange du noch kannst!
Was die Regeln 3, 6, 8 und 10 bis 16 besagen, erfährt der Zuschauer nicht.

## Kritik
Tilmann P. Gangloff führte für tittelbach.tv aus: „Das vielfach ausgezeichnete Kinderfilm-Autorenduo Anja Kömmerling / Thomas Brinx, eine namhafte, bestens für die Rollen gecastete Besetzung, eine sorgfältige Bildgestaltung und eine mitreißende Musik sorgen dafür, dass ‚Die Goldene Gans‘ eine ganz besondere Märchenverfilmung ist. Wirkten frühere ZDF-Märchen häufig zu lang, weil die Geschichten auf 90 Minuten gestreckt werden mussten, können es sich die Autoren diesmal sogar leisten, den Schluss des Grimm’schen Märchens zu beschneiden.“
Bei Focus urteilte Joachim Hirzel recht anerkennend, dass durch zahlreiche Einfälle, die „‚Die goldene Gans‘, dieses so bekannte Märchen, in der ZDF-Fassung sehr frisch und geradezu überraschend wirken lassen. Die Drehbuch-Autoren Anja Kömmerling und Thomas Brinx taten gut daran, die drei Prüfungen des Dummlings – Weinfässer leertrinken etc. – wegzulassen, die einen Großteil der Grimm'schen Vorlage einnehmen, und stattdessen den ersten Teil der Geschichte mit vielen großen und kleinen Ideen auszuschmücken. Bei diesem Film waren keine Dummlinge am Werk.“